# Ferdinand Werner (homme politique)
Pour les articles homonymes, voir Werner.
Ferdinand Friedrich Karl Werner (né le 27 octobre 1876 à Weidenhausen, mort le 5 mars 1961 à Giessen) est un homme politique nazi, président de l'État populaire de Hesse.

## Biographie
Ferdinand Werner, fils d'un serrurier, grandit à Giessen. Il étudie l'histoire, la germanistique et les nouvelles langues à l'université de Giessen et est membre de l'Association des étudiants allemands (de) de Giessen. Après ses études, Werner devient professeur en 1900 et est souvent transféré en raison de son antisémitisme, qu'il affiche ouvertement, jusqu'à ce qu'il arrive à la Weidigschule (de) de Butzbach en 1910, où il enseigne jusqu'en 1933.
Werner est membre de l'Alldeutscher Verband dans les années 1890 et est membre du "Comité Juif". En 1908, Werner se présente pour un mandat aux États du grand-duché de Hesse (de) pour le Parti social allemand, mais retire sa candidature. En 1909, il est élu président du Parti social allemand en Hesse. En 1911, il devient député du Reichstag dans la circonscription de Giessen et défend ce mandat en 1912. Après la mort d'Eduard Lutz (de), il est brièvement membre de la deuxième chambre de Hesse en 1918. À partir de 1915, il succède à Wilhelm Lattmann (de) à la présidence du Parti du peuple allemand jusqu'à sa dissolution à la fin de l'Empire allemand. Quand s'établit la République de Weimar, il rejoint le Parti populaire national allemand (DNVP). D'autres membres du Parti du peuple allemand forment la Ligue du Peuple Allemand (Deutschvölkischen Bund) ; Werner est le premier président de la Ligue le 30 mars 1919. Puis ce parti fusionne en octobre 1919 avec le Deutschvölkischer Schutz- und Trutzbund, fondé en février 1919. Avec Friedrich Wiegershaus, Werner organise la création de sections en Hesse et dans la Rhénanie.
En avril 1920, Werner et Wiegershaus sont nommés vice-présidents de la Deutschvölkischer Schutz- und Trutzbund. Cependant, il y a des conflits répétés au sujet de la compétence avec la direction fédérale. Lors des élections législatives allemandes de 1920 le 6 juin, alors membre du conseil d'administration provisoire de la DNVP, Werner n'obtient pas de mandat. Après que l'opposition de Werner pour diriger le Deutschvölkischer Schutz- und Trutzbund n'a aucun effet même après une menace de démission au printemps 1921, il se retire complètement des activités organisationnelles et fait simplement des discours. À partir de juin 1922, Werner, Wiegershaus et Artur Dinter s'agitent contre le président général du Deutschvölkischer Schutz- und Trutzbund, Alfred Roth (de). Lors d'une des dernières réunions du Deutschvölkischer Schutz- und Trutzbund à Berlin le 9 juillet 1922, Werner et Wiegershaus sont démis de leurs fonctions par Gertzlaff von Hertzberg (de).
En 1921, Werner est élu DNVP au parlement de l'État populaire de Hesse (de). En 1924, il est élu aux élections de mai et décembre comme député du DNVP sur la liste fédérale pour le Reichstag.
Quand il s'engage au NSDAP, il est chef de groupe parlementaire dans le Landtag de Darmstadt en 1933 et le 13 mars 1933 président de l'État populaire de Hesse. Il succède à Bernhard Adelung (de) (SPD). Le 15 mai 1933, il est nommé ministre-président par le Reichsstatthalter Jakob Sprenger. Le 20 septembre 1933, il le licencie après un différend sur la fusion des chambres de commerce du Parteigau de Hesse-Nassau. Le successeur de Werner est Philipp Wilhelm Jung (de).
En 1933, le bureau de la Fédération du Reich de la randonnée pédestre (de) élit Ferdinand Werner président jusqu'en 1942. Il est soutenu par Wilhelm Götz qui est président exécutif de l'association. Pendant le mandat de Werner, l'association, qui à l'époque compte 259 000 membres, est réorganisée. Werner avait déjà expulsé tous les "non-aryens" et marxistes en juillet 1933. Seuls les membres du NSDAP sont autorisés à présider les subdivisions, les groupes de jeunes sont transférés aux Jeunesses hitlériennes ou à la Bund Deutscher Mädel. En 1941, les délégués de Wurtzbourg s'opposent à un statut unitaire d'intégration à la Fédération sportive du Reich.
Werner est nommé chef de l'enseignement supérieur de Silésie à Breslau et a un salaire honorifique à sa retraite en 1942 et l'insigne d'honneur en or du parti nazi en 1943.
Après la Seconde Guerre mondiale, en 1949, en dépit de ses écrits antisémites et de ses fonctions partisanes, le comité de dénazification le juge comme « moins chargé ». Il reste un membre éminent de la Commission historique de Hesse-Darmstadt. Il devient plus tard un historien local.